# Brassaiopsis acuminata
Brassaiopsis acuminata é uma espécie de Brassaiopsis nativa da China.